# Oidium
Оїдіум (Oidium) — рід патогенних грибів родини Erysiphaceae. Назва вперше опублікована 1809 року.

## Опис
Рід оідіум - це коноїдальна стадія грибів інших родів (Erysiphe Podosphaera, Uncinula). Так наприклад патоген тютюну (Erysiphe cichoracearum) в коноїдальній стадії має назву Oidium tabaci, Podosphaera laurocerasi - в кноїдальні стадії Oidium passerini, Uncinula necator - Oidium tuckeri.

## Гелерея

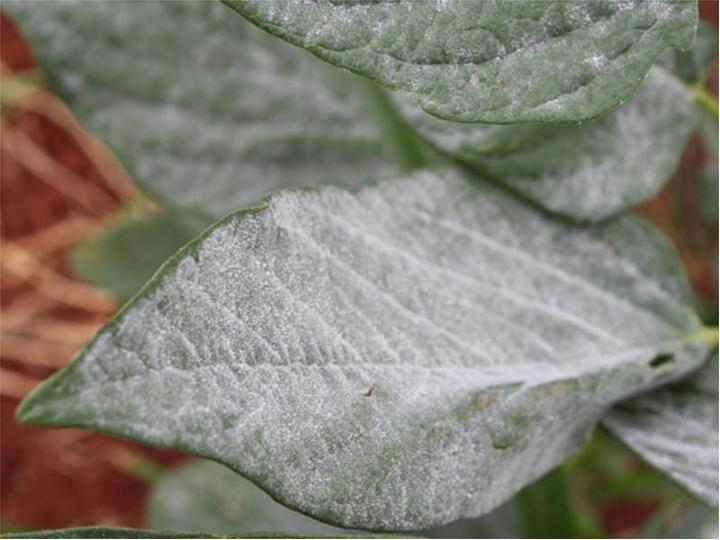
Oidium violae
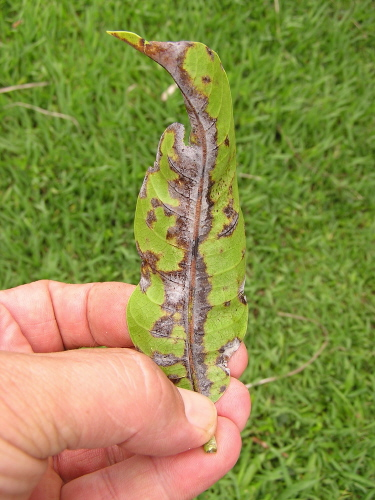
Oidium mangiferae
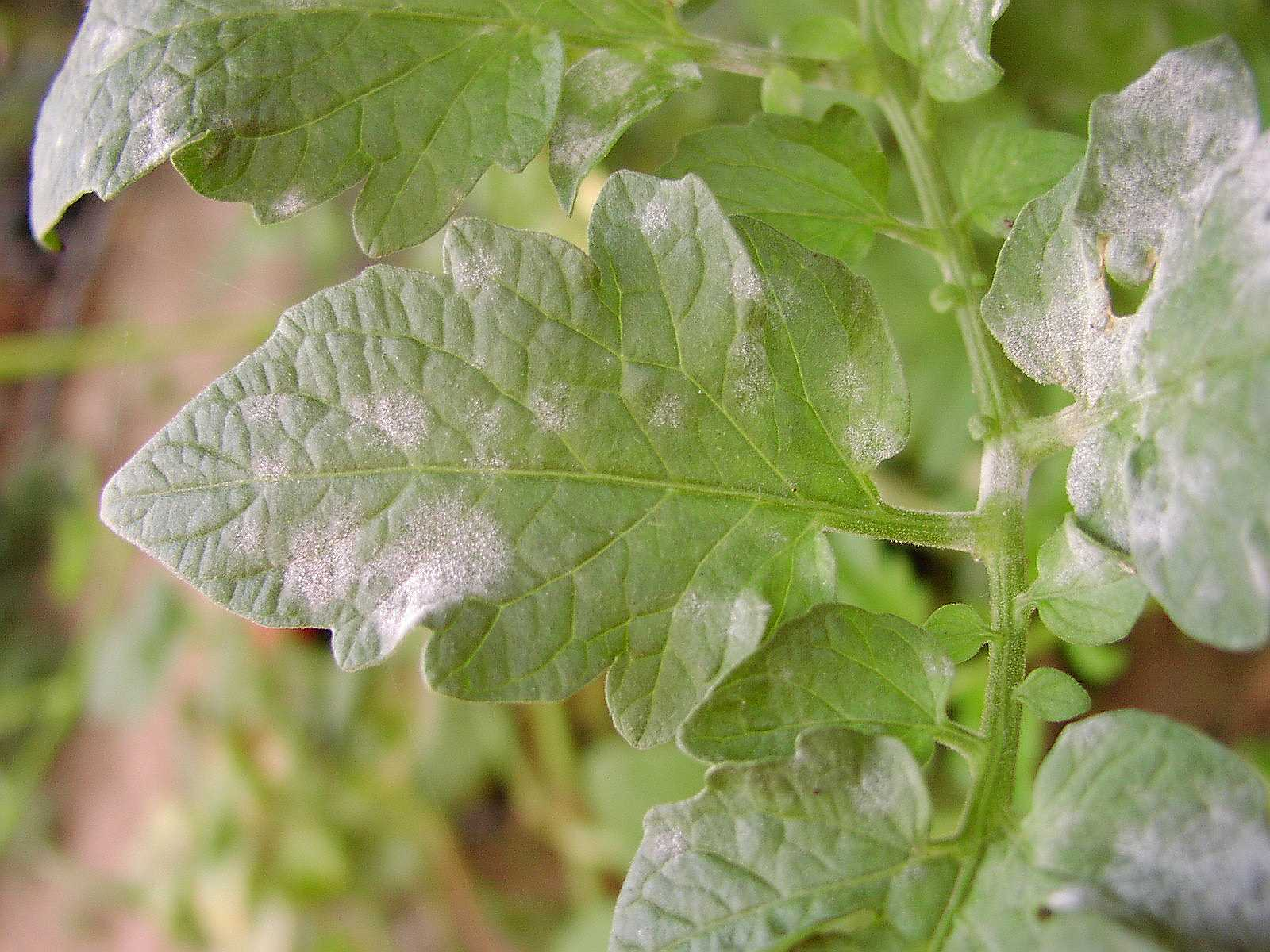
Oidium lycopersici